# Dorat
Dorat är en kommun i departementet Puy-de-Dôme i regionen Auvergne-Rhône-Alpes i centrala Frankrike. Kommunen ligger i kantonen Thiers som tillhör arrondissementet Thiers. År 2022 hade Dorat 721 invånare.

## Befolkningsutveckling
Antalet invånare i kommunen Dorat
| Referens: INSEE |